# 奥钱杜里
奥钱杜里，是西班牙拉里奥哈自治区的一个市镇。总面积12平方公里，总人口100人（2001年），人口密度8人/平方公里。